# Cathédrale Sainte-Cécile d'Omaha
Pour les articles homonymes, voir Cathédrale Sainte-Cécile.
La cathédrale Sainte-Cécile (en anglais : St. Cecilia Cathedral) est l'église-mère catholique de l'archidiocèse d'Omaha, elle est située à Omaha dans l’État américain du Nebraska. Elle se trouve à la 701 North 40th Street dans le district historique de Gold Coast. La cathédrale est inscrite au Registre national des lieux historiques, le 25 janvier 1979, et à celle de la Omaha Landmarks Heritage Preservation Commission. Elle est dédiée à sainte Cécile, patronne des musiciens.

## Histoire et description
Sainte-Cécile a commencé à être construite en 1905 et n'a été consacrée qu'en 1959, après le remboursement de toutes les dettes. Elle a été conçue selon les dessins de l'architecte Thomas Rogers Kimball. Lorsqu'elle a été terminée, elle comptait dans les dix cathédrales les plus grandes des États-Unis : elle mesure 78 mètres de longueur, 48 mètres de largeur et 68 mètres de hauteur.
Elle est édifiée dans le style colonial espagnol, avec deux tours jumelles, plutôt que dans le style néo-gothique en vogue à l'époque, Kimball ayant justifié son choix par l'influence espagnole dans la colonisation des Amériques. Le maître-autel est en marbre de Carrare surmonté d'un baldaquin avec un immense crucifix. Les voûtes s'élèvent à 24 mètres. Les vitraux très colorés (quatre de chaque côté) ont été dessinés par Charles Connick. Les fenêtres en forme de lancette du déambulatoire dépeignent neuf saints en vitraux. Les stations du chemin de Croix sculptées en bronze décorent les colonnes de la nef.
Le 16 mars 2007, le tableau de L'Immaculée Conception (2,5 × 1,5 m) qui se trouvait à l'intérieur a été découpé de son cadre et dérobé. Cette œuvre avait fait l'objet d'un don à la cathédrale en 2002 et était estimée à 100 000 dollars. Elle n'a jamais été retrouvée.

## Orgue
L'orgue de la cathédrale est issu de la Maison Pasi Organ Builders et inauguré en 2003. Il possède cinquante-cinq jeux, trois claviers manuels et un pédalier.

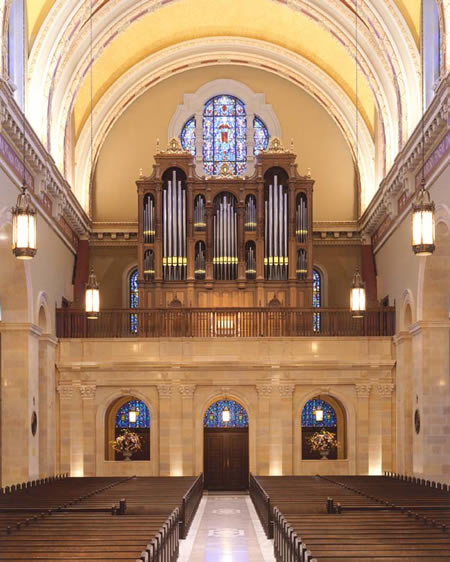
L'orgue.

### Articles liés
- Liste des cathédrales des États-Unis
- Église catholique aux États-Unis